# Wilderswil
Wilderswil es una comuna suiza del cantón de Berna, situada en el distrito administrativo de Interlaken-Oberhasli. Limita al norte con la comuna de Matten bei Interlaken, al este con Bönigen, Gsteigwiler y Gündlischwand, al sur con Lauterbrunnen, y al oeste con Saxeten y Därligen.
Hasta el 31 de diciembre de 2009 situada en el distrito de Interlaken.

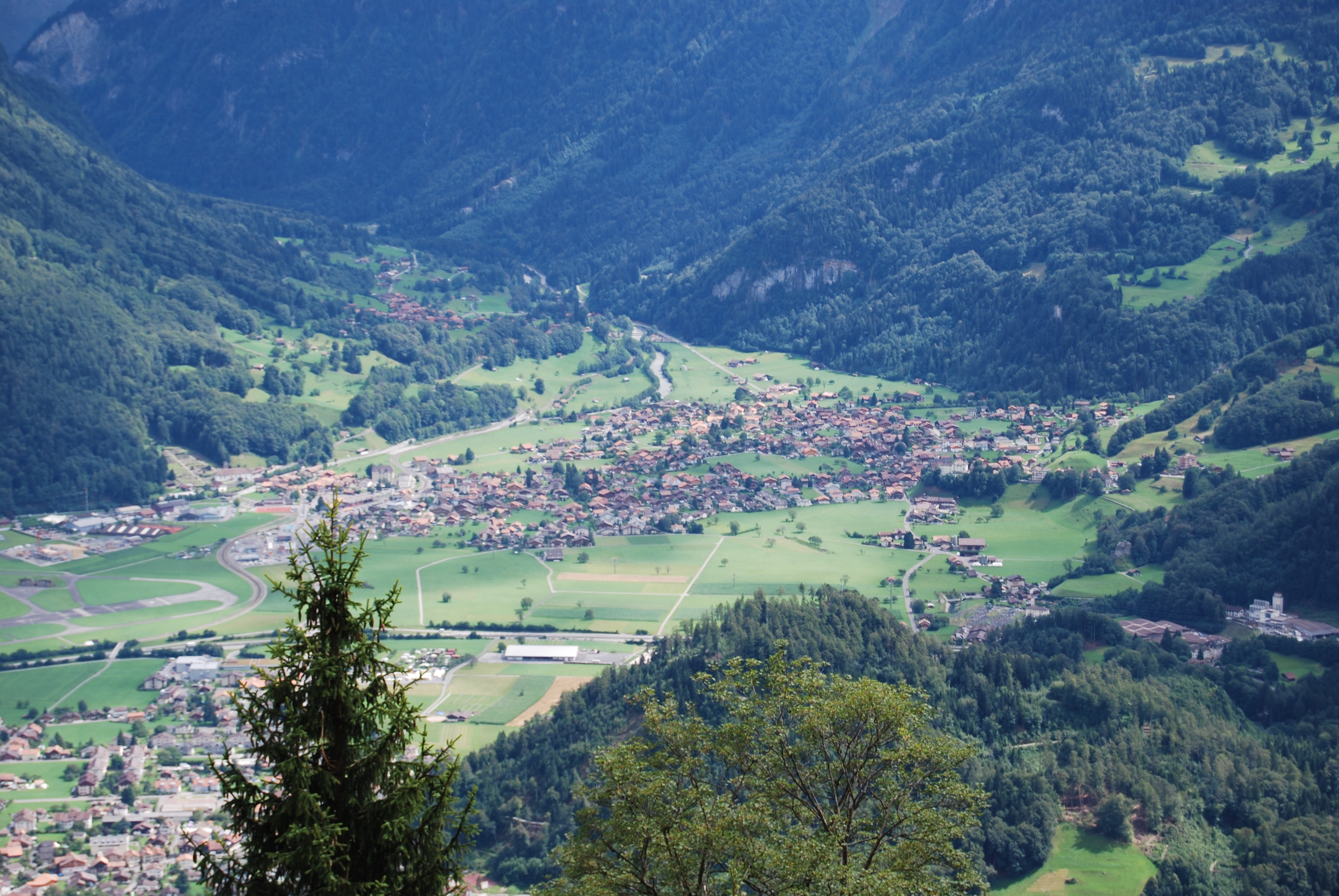
Wilderswil